# Sinodskoje (obwód penzeński)
Sinodskoje (ros. Синодское) – wieś (sieło) w Rosji, w obwodzie penzeńskim, w rejonie szemyszejskim. W 2010 liczyła 627 mieszkańców.